# Patinação artística na Universíada de Inverno de 2001 - Duplas
A competição de duplas da patinação artística na Universíada de Inverno de 2001 foi realizada em Zakopane, Polônia.

## Medalhistas
| Ouro   | RUS Viktoria Borzenkova / Andrei Chuvilaev  |
| Prata  | RUS Alena Maltseva / Oleg Popov             |
| Bronze | RUS Viktoria Shliakhova / Grigori Petrovski |

## Resultados

### Geral
| Pos.              | Nome                                    | Nacionalidade | Pontos | PC | PL |
| ----------------- | --------------------------------------- | ------------- | ------ | -- | -- |
| Medalha de ouro   | Viktoria Borzenkova / Andrei Chuvilyaev | Rússia        | 2.0    | 2  | 1  |
| Medalha de prata  | Alena Maltseva / Oleg Popov             | Rússia        | 2.5    | 1  | 2  |
| Medalha de bronze | Viktoria Shliakhova / Grigori Petrovski | Rússia        | 4.5    | 3  | 3  |
| 4                 | Marie-Pierre Leray / Nicolas Osseland   | França        | 6.0    | 4  | 4  |

Legenda
| Recorde mundial      | Recorde mundial (World record)               |                       | Recorde africano                      | Recorde africano (African) |                                           | Q | Classificado por posição (Qualified) |
| Recorde olímpico     | Recorde olímpico (Olympic record)            | Recorde da América    | Recorde da América (Americas)         | q                          | Classificado por melhor tempo (Qualified) |   |                                      |
| Melhor marca do ano  | Melhor marca do ano (World leading)          | Recorde asiático      | Recorde asiático (Asian)              | DNS                        | Não largou (Did not start)                |   |                                      |
| Recorde nacional     | Recorde nacional (National record)           | Recorde europeu       | Recorde europeu (European)            | DNF                        | Não terminou (Did not finish)             |   |                                      |
| Recorde pessoal      | Recorde pessoal do atleta (Personal best)    | Recorde da Oceania    | Recorde da Oceania (Oceania)          | DSQ / DQ                   | Desclassificado (Disqualified)            |   |                                      |
| Recorde da temporada | Recorde da temporada do atleta (Season best) | Recorde sul-americano | Recorde sul-americano (South America) | NM                         | Sem marca (No mark)                       |   |                                      |